# Fritz Dylong
Fritz Dylong (* 12. Januar 1894 in Königshütte, Oberschlesien; † 21. August 1965 in Berlin) war ein deutscher Kommunalpolitiker der SPD in Berlin.

## Leben

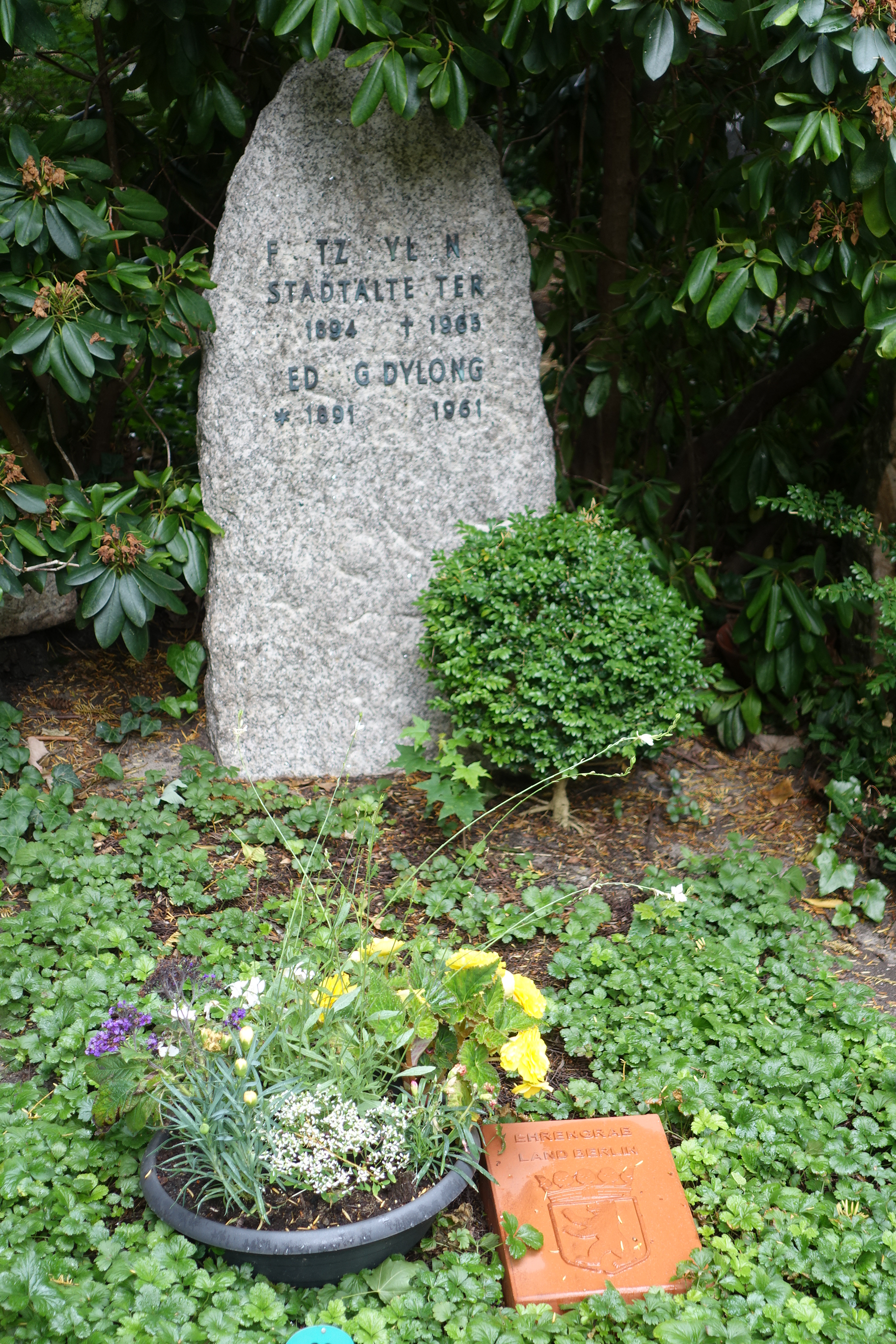
Ehrengrab von Fritz Dylong auf dem Friedhof Heerstraße in Berlin-Westend

Fritz Dylong war gelernter Schlosser. Mit 22 Jahren trat er im Jahr 1916 in die SPD ein. Erst als einfaches Mitglied und dann als Funktionär des Deutschen Metallarbeiter-Verbands war er gewerkschaftlich tätig und engagierte sich in der Folge hauptsächlich in der Sozialpolitik, so als Mitarbeiter einer Sozialkommission. Zudem fungierte er als Beisitzer in einer Großen Strafkammer.
Nach dem Zweiten Weltkrieg delegierte ihn seine Partei im Jahr 1945 in die Bezirksvertreterversammlung des Bezirks Charlottenburg. Vom Jahr 1946 an war er Mitglied der dortigen Bezirksverordnetenversammlung, deren Vorsteher er 1949 wurde. Er übte dieses Amt bis 1959 aus und gehörte der Versammlung anschließend noch als Alterspräsident an. Anlässlich seines 70. Geburtstags wurde ihm im Januar 1964 der Titel Stadtältester von Berlin verliehen.
Fritz Dylong starb im August 1965 im Alter von 71 Jahren in Berlin. Beigesetzt wurde er auf dem landeseigenen Friedhof Heerstraße im heutigen Ortsteil Berlin-Westend. Die letzte Ruhestätte von Fritz Dylong (Grablage: 18-L-99) ist als Ehrengrab des Landes Berlin gewidmet.